# Complejo Deportivo de Cobatillas
Complejo deportivo de Cobatillas es el nombre del polideportivo donde entrenó el equipo español Real Murcia CF. Se encuentra en Cobatillas y está dividido en dos campos de fútbol.
En 2014, tras finalizar la temporada, se estuvo muy cerca de perder el complejo pero se acabó recuperando. El motivo era la deuda del Real Murcia la cual era demasiado alta e iba a ser subastado, pero no hubo comprador.
En la temporada 2019/20, el club decidió abandonar las instalaciones debido al alto coste de mantenimiento y se plantea la posibilidad de intentar vender de nuevo la instalación.
Actualmente el Real Murcia alterna sus entrenamientos entre el Complejo deportivo Miguel Induraín del municipio murciano de Ceutí, los campos de fútbol de la Universidad de Murcia y el propio Estadio Nueva Condomina